# Euxoa detorta
Euxoa detorta är en fjärilsart som beskrevs av Eduard Friedrich Eversmann 1851. Euxoa detorta ingår i släktet Euxoa och familjen nattflyn. Inga underarter finns listade i Catalogue of Life.